# Leichtathletik-Weltmeisterschaften 2017/Teilnehmer (Kasachstan)
| Gelbes Symbol für Goldmedaillen mit stilisierten Olympischen Ringen | Graues Symbol für Silbermedaillen mit stilisierten Olympischen Ringen | Braundes Symbol für Bronzemedaillen mit stilisierten Olympischen Ringen |
| ------------------------------------------------------------------- | --------------------------------------------------------------------- | ----------------------------------------------------------------------- |
| —                                                                   | —                                                                     | 1                                                                       |

Von Kasachstan wurden zwölf Athletinnen und ein Athlet für die Weltmeisterschaften in London nominiert.

## Ergebnisse

### Frauen

#### Laufdisziplinen
| Athletin | Disziplin   | Vorlauf | Vorlauf | Halbfinale         | Halbfinale         | Finale             | Finale             |
| Athletin | Disziplin   | Zeit    | Platz   | Zeit               | Platz              | Zeit               | Platz              |
| --- | ----------- | ------- | ------- | ------------------ | ------------------ | ------------------ | ------------------ |
| Wiktorija Sjabkina                                                                                               | 200 m       | 23,66 s | 32      | nicht qualifiziert | nicht qualifiziert | nicht qualifiziert | nicht qualifiziert |
| Diana Aidosowa                                                                                                   | 20 km Gehen |         |         |                    |                    | 1:38:16 h SB       | 47                 |
| Polina Repina | 20 km Gehen |         |         |                    |                    | 1:39:56 h          | 50                 |
| Regina Rykowa | 20 km Gehen |         |         |                    |                    | 1:41:59 h          | 52                 |
| Jelena Nanasjaschwili                                                                                            | Marathon    |         |         |                    |                    | 2:58:32 h          | 73                 |
| Swetlana Golendowa Rima Kaschafutdinowa Julija Rachmanowa Olga Safronowa Anastassija Tulapina Wiktorija Sjabkina | 4 × 100 m   | 45,27 s | 13      |                    |                    | nicht qualifiziert | nicht qualifiziert |

#### Sprung/Wurf
| Athletin              | Disziplin  | Qualifikation | Qualifikation | Finale             | Finale             |
| Athletin              | Disziplin  | Weite/Höhe    | Platz         | Weite/Höhe         | Platz              |
| --------------------- | ---------- | ------------- | ------------- | ------------------ | ------------------ |
| Marija Owtschinnikowa | Dreisprung | 13,18 m       | 26            | nicht qualifiziert | nicht qualifiziert |
| Olga Rypakowa         | Dreisprung | 14,57 m       | 1             | 14,77 m            | Bronze             |

### Männer

#### Laufdisziplinen
| Athlet         | Disziplin   | Vorlauf | Vorlauf | Halbfinale | Halbfinale | Finale    | Finale |
| Athlet         | Disziplin   | Zeit    | Platz   | Zeit       | Platz      | Zeit      | Platz  |
| -------------- | ----------- | ------- | ------- | ---------- | ---------- | --------- | ------ |
| Georgi Scheiko | 20 km Gehen |         |         |            |            | 1:23:11 h | 36     |